# Мизес, Рихард фон
Ри́хард Мартин эдлер фон Ми́зес (нем. Richard Edler von Mises, 19 апреля 1883, Лемберг, Австро-Венгрия (ныне Львов, Украина) — 14 июля 1953, Бостон, США) — математик и механик австрийского происхождения; работы посвящены аэродинамике, прикладной механике, механике жидкостей, аэронавтике, статистике и теории вероятностей. В теории вероятностей предложил и отстаивал частотную концепцию понятия вероятности, ввёл в общее употребление интегралы Стилтьеса и первым разъяснил роль теории марковских цепей в физике; был невероятно динамическим человеком и в то же самое время удивительно универсальным, особенно хорошо сведущим в области технологии; признанный эксперт в поэзии Райнера Марии Рильке. Брат Людвига фон Мизеса.

## Биография
Родился в Лемберге, Австро-Венгрия (ныне Львов, Украина) в семье Артура Эдлера фон Мизеса, доктора технических наук, работавшего экспертом в Австрийских государственных железных дорогах, и Адель фон Ландау. Старшим братом Рихарда был один из крупнейших представителей австрийской школы в экономике Людвиг фон Мизес. Ещё его дед, глава еврейской общины Лемберга, получил потомственное австрийское дворянство.
В 1901 году окончил Академическую гимназию в Вене с отличием по латинскому языку и математике. В 1905 году окончил Венский технологический университет в области математики, физики и инженерии. После окончания университета работал ассистентом у немецкого математика Георга Гамеля в Брюнне (ныне Брно, Чехия). В 1908 году получил докторскую степень в Вене с диссертацией «Определение массы маховика в кривошипно-шатунном механизме». В Брюнне прошёл процедуру «хабилитации» (за работу «Теория водяного колеса») для чтения лекций по инженерии. В 1909 году, в возрасте 26 лет, становится профессором прикладной математики в Страсбурге (тогда — части Германской империи, ныне — Франции) и получает прусское гражданство. Его попытка устроиться на преподавательскую должность в Технологическом университете Брно была прервана Первой мировой войной.
Имея за плечами опыт полётов и чтения лекций по конструкции самолётов и будучи первым, кто дал университетский курс по активному полёту в 1913 году в Страсбурге, Мизес присоединяется к австро-венгерской армии в качестве пилота-испытателя и инструктора. В 1915 году под его руководством проходило создание самолёта с двигателем мощностью 600 л. с. (450 кВт), т. н. «самолёта Мизеса», для австрийской армии. Самолёт был закончен в 1916 году, но так ни разу и не принял участие в военных действиях. В годы Первой мировой войны исследовал условия упругой устойчивости цилиндрических оболочек при совместном воздействии осевого и поперечного давления.
После войны Мизес становится заведующим кафедры гидродинамики и аэродинамики в Дрезденской высшей технической школе. В 1919 году он становится директором нового Института прикладной математики при Берлинском университете (где одновременно имеет звание профессора). Основатель и главный редактор (1921—1933) журнала «Zeitschrift für Angewandte Mathematik und Mechanik» («ZAMM»).

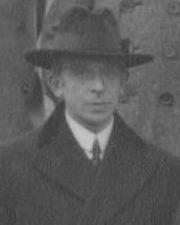
Рихард фон Мизес (1930)

С приходом к власти нацистов в 1933 году, Мизес был вынужден в силу своего еврейского происхождения эмигрировать в Турцию, где он возглавил новосозданную кафедру чистой и прикладной математики в Стамбульском университете.
В 1939 году, после смерти турецкого президента Кемаля Ататюрка и сложившейся после этого неопределённой политической ситуации, Мизес эмигрирует в США, где в 1944 году становится профессором аэродинамики и прикладной математики в Гарвардском университете. В 1945 году дал усиленную формулировку принципа Сен-Венана.
В 1943 году женился на Хильде Гейрингер — математике, ассистентке Мизеса в период его работы в Берлинском университете, которая из-за своего еврейского происхождения также была вынуждена покинуть университет и страну в 1933 году. Сопровождала Мизеса при его эмиграции в Турцию и позднее в США.
В 1950 году Мизес отказался от почётного членства в Академии наук ГДР.

## Круг интересов
По его собственным словам, сказанным незадолго до смерти, круг его интересов:
«практический анализ, интегральные и дифференциальные уравнения, механика, гидродинамика и аэродинамика, конструктивная геометрия, исчисление вероятностей, статистика и философия (в духе неопозитивизма Эрнста Маха)».

## Критерий пластичности
В 1913 году, в области механики сплошных сред, совместно с Губером, предложил критерий пластичности, полученный исходя из условия постоянства энергии формоизменения:
{\displaystyle \sigma _{i}=\sigma _{y}},
где {\displaystyle \sigma _{y}} — предел текучести, {\displaystyle \sigma _{i}} — интенсивность напряжений, квадрат которой пропорционален второму инварианту девиатора напряжений:
{\displaystyle \sigma _{i}={\sqrt {3J_{2}}}={\sqrt {\frac {(\sigma _{11}-\sigma _{22})^{2}+(\sigma _{22}-\sigma _{33})^{2}+(\sigma _{33}-\sigma _{11})^{2}+6(\sigma _{12}^{2}+\sigma _{23}^{2}+\sigma _{31}^{2})}{2}}}}

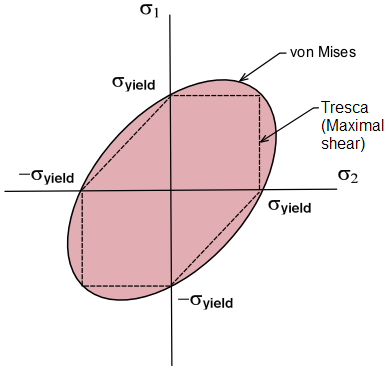
Сравнение критериев пластичности Треска и фон Мизеса

Критерий Мизеса «макроскопический»: «Поликристалл с беспорядочно ориентированными зернами будет обладать заметной пластичностью в том случае, если деформация в нём будет протекать, по крайней мере, по пяти независимым системам скольжения».
Это один из двух основных критериев пластичности, используемых сегодня. Второй важный критерий принадлежит Анри Треска.

## Принцип максимума в пластичности
В 1913 г. сформулировал принцип максимума: «При заданном пластическом течении материала напряжения распределяются таким образом, что мощность пластического формоизменения принимает стационарное значение». Из этого принципа вытекает
ассоциированный закон пластического течения:
{\displaystyle \varepsilon _{ij}=\lambda {\frac {\partial f}{\partial \sigma _{ij}}}},
где {\displaystyle \varepsilon _{ij}} — компоненты тензора скорости деформаций,
{\displaystyle \sigma _{ij}} — компоненты тензора напряжений,
{\displaystyle f(\sigma _{1},\sigma _{2},\sigma _{3})=0} — условие пластичности.

## Мизес и Колмогоров
Взгляды Мизеса на теорию вероятностей критиковались А. Н. Колмогоровым, Б. В. Гнеденко, А. Я. Хинчиным.
А. Н. Колмогоров, чья конкурирующая аксиоматика теории вероятностей пользуется более широким признанием, отмечал:
«Основа для применимости результатов математической теории вероятностей к реальным случайным явлениям должна зависеть от некоторой формы частотной концепции понятия вероятности, неизбежная природа которой была весьма вдохновенно установлена фон Мизесом».